# 약수 함수
정수론에서 약수 함수(約數函數, 영어: divisor function)는 주어진 수의 양의 약수들의 거듭제곱의 합으로 정의되는 수론적 함수다.

## 정의
자연수 {\displaystyle n}과 복소수 {\displaystyle a}에 대하여, 약수 함수 {\displaystyle \sigma _{a}(n)}는 다음과 같다.
{\displaystyle \sigma _{a}(n)=\sum _{d\mid n}d^{a}}
여기서 {\displaystyle \textstyle \displaystyle \sum _{d\mid n}}은 {\displaystyle n}의 양의 약수들에 대한 합이다. 이 경우 1과 {\displaystyle n} 자신을 포함시키지만, 양수가 아닌 약수는 포함시키지 않는다.
{\displaystyle \sigma _{0}(n)}은 {\displaystyle d(n)}로도 나타내며, {\displaystyle n}의 약수의 개수에 해당한다.
{\displaystyle \sigma _{0}(n)=\#\{d\in \mathbb {Z} ^{+}\colon d\mid m\}}
{\displaystyle \sigma _{1}(n)}은 시그마 함수 {\displaystyle \sigma (n)}라고 하며 {\displaystyle n}의 모든 양의 약수의 합을 나타낸다.
{\displaystyle \sigma (n)=\sigma _{1}(n)=\sum _{d\mid n}d}
{\displaystyle s(n)} = {\displaystyle \sigma (n)} - {\displaystyle n}으로 표시하며, 이 값은 {\displaystyle n}에서 자기 자신을 제외한 양의 약수의 합에 해당한다. {\displaystyle s(n)} = {\displaystyle n}이 되는 수를 완전수라 한다.

## 성질
p가 소수일 때에만
{\displaystyle \sigma _{1}(p)=p+1}
이 성립한다. 정의에 의해 소수의 양의 약수는 1과 소수 자신 뿐이기 때문이다.
약수 함수는 곱셈적이다. 그러나 완전 곱셈적은 아니다.
만약 {\displaystyle n=\prod _{i=1}^{r}p_{i}^{\alpha _{i}}}
로 소인수 분해된다면,
{\displaystyle d(n)=\prod _{i=1}^{r}(\alpha _{i}+1)},
{\displaystyle \sigma (n)=\prod _{i=1}^{r}{\frac {p_{i}^{\alpha _{i}+1}-1}{p_{i}-1}}}
이 된다. 일반적으로 a>0인 경우,
{\displaystyle \sigma _{a}(n)=\prod _{i=1}^{r}{\frac {p_{i}^{(\alpha _{i}+1)a}-1}{p_{i}^{a}-1}}}
이 성립한다.
그리고 오일러-마스케로니 상수 값을 γ로 적을 때,
{\displaystyle \limsup _{n\rightarrow \infty }{\frac {\sigma (n)}{n\ln \ln n}}=e^{\gamma }}
가 된다.

## 약수 함수열
| 함수 | OEIS 번호 | σk(n) (n=1, 2, 3, …)                                   |
| ---- | --------- | ------------------------------------------------------ |
| σ0   | A000005   | 1, 2, 2, 3, 2, 4, 2, 4, 3, 4, 2, 6, …                  |
| σ1   | A000203   | 1, 3, 4, 7, 6, 12, 8, 15, 13, 18, …                    |
| σ2   | A001157   | 1, 5, 10, 21, 26, 50, 50, 85, 91, 130, …               |
| σ3   | A001158   | 1, 9, 28, 73, 126, 252, 344, 585, 757, 1134, …         |
| σ4   | A001159   | 1, 17, 82, 273, 626, 1394, 2402, 4369, 6643, 10642, …  |
| σ5   | A001160   | 1, 33, 244, 1057, 3126, 8052, 16808, 33825, 59293, …   |
| σ6   | A013954   | 1, 65, 730, 4161, 15626, 47450, 117650, 266305, …      |
| σ7   | A013955   | 1, 129, 2188, 16513, 78126, 282252, 823544, 2113665, … |
| ⋮    | ⋮         |                                                        |
| σ24  | A013972   | 1, 16777217, 282429536482, 281474993487873, …          |

## 같이 보기
- 수론적 함수
- 오일러 피 함수
- 유니타리 약수